# John Lowe (musicien)
Pour les articles homonymes, voir John Lowe et Lowe.
John Lowe, dit Duff, né le 13 avril 1942 à Liverpool et mort le 22 février 2024, est un pianiste britannique de rock qui commence sa carrière à la fin des années 1950. Pendant deux ans, il est membre des Quarrymen, le groupe précurseur des Beatles.

## Implication dans les Quarrymen
John Charles Duff Lowe, que l'on surnomme Duff, connaît Paul McCartney rencontré au Liverpool Institute For Boys, depuis 1953. Ce dernier lui propose de se joindre aux Quarrymen en février 1958.

« Duff était un diable en tant que pianiste. Il pouvait jouer à la perfection les parties de piano sur Mean Woman Blues (reprise de Jerry Lee Lewis), que nous aimions tous, surtout cet arpège au début, et la même chose avec Tutti Frutti de Little Richard. C'était bien, j'ai tout de suite su pourquoi Paul l'avait recruté. »

— Colin Hanton
Duff joue dans le groupe quand il le peut, c'est-à-dire quand ils disposent d'un piano, et quand son père le lui permet. Il est présent en 1958, avec McCartney, John Lennon, George Harrison et Colin Hanton, lors de l'enregistrement amateur, à Liverpool dans le home studio de Percy Phillips, de leur premier disque, qui contient la chanson originale In Spite of All the Danger et la reprise de Buddy Holly That'll Be the Day. Lowe conserve l'unique exemplaire de ce 78 tours pendant trois décennies, puis le vend à Paul McCartney en 1981 pour un montant resté secret. Ces deux enregistrements remastérisés sont inclus dans la compilation Anthology 1 en 1995.
Après avoir quitté les Quarrymen, parce qu'il habite trop loin, John Lowe joue dans un groupe appelé Hobo Rick & the City Slickers, dirigé par Ricky Tomlinson. Duff joue également avec Neil Aspinall au Casbah Coffee Club de Mona Best (la mère de Pete Best), qui se trouve tout près de chez lui. Après avoir terminé ses études secondaires, Lowe travaille comme agent de change et dans les secteurs bancaire et financier. En 1975, il s'installe à Bristol.
En 1994, John Lowe joue à nouveau avec The Quarrymen pour l'album Open for Engagements. Dans la formation de 1994, seuls Rod Davis (guitare) et lui (piano) ont joué avec les Quarrymen dans les années 1950. Lowe, Davis, Len Garry et Colin Hanton se produisent désormais en tant que « John Lennon's Original Quarrymen » lors d'événements commémorant les Beatles à travers le monde. Le 16 janvier 1997, ils sont invités à se produire sur la scène du mythique Cavern Club à l'occasion de son 40e anniversaire.
Le 22 décembre 2014, Lowe est invité dans Would I Lie to You?, le populaire programme de BBC One, dans lequel l'acteur Ricky Tomlinson affirme que Lowe a quitté les Quarrymen pour rejoindre son nouveau groupe.

## Discographie

### Albums studios
- Open for Engagements (1994)
- Get Back – Together (1997)
- Songs We Remember (2004)
- Grey Album (2012)

### Albumlive
- Live At The Halfmoon Pub Putney (2005)

### Chansons
- Puttin' On the Style / Baby Let's Play House (1957)
- That'll Be the Day / In Spite of All the Danger (1958)
- Come Go with Me
- Twenty Flight Rock

## Pour approfondir